# مرکز روان‌پزشکی پیلگریم
مرکز روان‌پزشکی پیلگریم (انگلیسی: Pilgrim Psychiatric Center) که در سابق به نام بیمارستان دولتی پیلگریم معروف بود، یک بیمارستان روان‌پزشکی دولتی است که در برنتوود، نیویورک قرار دارد. نه ماه بعد از افتتاح رسمی این بیمارستان در سال ۱۹۳۱، تعداد بیماران آن بالغ بر ۲۰۱۸ نفر بود. در دوران اوج فعالیت خود که ۱۳٬۸۷۵ بیمار داشت، این بیمارستان می‌توانست مدعی باشد که بزرگ‌ترین بیمارستان بیماران روانی در ایالات متحده آمریکا است.